# Helmut Käser
Helmut Käser (Langenau, 14 de noviembre de 1912 - Küssnacht am Rigi, 11 de mayo de 1994) fue un abogado, oficial militar y dirigente deportivo suizo, que ocupó el cargo de quinto Secretario General de la FIFA, entre abril de 1960 y junio de 1981. Käser se desempeñó como secretario general bajo tres presidentes de la FIFA: los ingleses Arthur Drewry (1955-1961) y Stanley Rous (1961-1974) y el brasileño João Havelange (1974-1981). 
Fue sucedido en el puesto por Joseph Blattler. Dos meses después de salir de la FIFA, Blattler se casó con la hija de Käser, Barbara Käser. Eso significa que, en 1981, Blattler tomó el trabajo de su suegro (Käser no asistió a la boda).
Käser era un oficial retirado del ejército suizo, sitio donde ostentaba el rango de coronel de artillería. En 1937 obtuvo su doctorado en derecho y empezó a trabajar como funcionario en el Departamento Federal de Asunto Económicos de Suiza y en mayo de 1942 se convirtió en secretario general de la Asociación Suiza de Fútbol. Käser murió en 1991 en Küssnacht, cerca de Zúrich.

## Secretario general de la FIFA
Käser fue elegido secretario general de la FIFA en 1960 durante el mandato del inglés Arthur Drewry, siendo ratificado por su sucesor Stanley Rous, de quien fue su mando derecha. Para cuando el brasileño João Havelange se convirtió en presidente de esta. Desde que Havelange fue elegido presidente, Käser empezó a recibir información de que había sobornado a los delegados de Suramérica, Centroamérica, África y Oceanía para que votasen por él, en especial pagando costosos hoteles y pasajes de primera clase. Anteriormente, Käser había intentado ser sobornado por parte de Horst Dassler, dueño de Adidas, quien intentó que Käser intercediera por él ante el presidente Stanley Rous, sin éxito.
Käser comenzó a acumular gran cantidad de archivos que demostraban los estrechos vínculos entre las compañías de Havelange y la Confederación Brasileña de Deportes, así como los testimonios de los delegados sobornados y las cuentas que mostraban los exorbitantes gastos de Havelange. Al darse cuenta de esto, Havelange empezó a acosar a Käser y en 1978, pocos después de acabado el mundial de ese año, lo acusó falsamente de corrupción ante la prensa. En 1980, estalló un escándalo de que Dassler le había pagado a Havelange para que le concediera el derecho exclusivo de mercadeo del Mundial de 1982. Para evitar un posible apoyo de Käser a la investigación, y ante el riesgo que Käser suponía para Havelange, este fue expulsado y reemplazado por Joseph Battler, hombre de confianza de Havelange.